# Finstermünzpas
De Finstermünzpas (Duits: Finstermünzpass) is een 1188 m.ü.A. (volgens andere bronnen 1252 m.ü.A.) hoge bergpas in de Oostenrijkse deelstaat Tirol en vormt een verbinding tussen Pfunds en Nauders. Over de pashoogte ligt thans de Reschenstraße (B180), die het Oberinntal over de Reschenpas verbindt met de Vinschgau in het Italiaanse Zuid-Tirol.
De Finstermünzpas ligt ingeklemd tussen de Nauderer Bergen van de Ötztaler Alpen in het oosten en de Sesvennagroep in het westen. Over de pas liep in de Romeinse tijd de Via Claudia Augusta.
Arlberg · Bielerhöhe · Brenner · Fern · Flexen · Gerlos · Großglockner · Hahntennjoch · Katschberg · Kühtai · Pfitscherjoch · Plöcken · Radstädter Tauern · Reschen · Seefeld · Sölk · Staller Sattel · Timmelsjoch · Triebener Tauern · Turracherhöhe · Zeinis